# Chen Qi
Chen Qi, född 15 april 1984 i Nantong i Kina, är en kinesisk bordtennisspelare som tog OS-guld i herrdubbel 2004 i Aten tillsammans med Ma Lin.